# 状元街道
状元街道是中华人民共和国浙江省温州市龙湾区下辖的一个街道办事处。

## 行政区划
状元街道下辖以下村级行政区划单位：
龙跃社区、龙腾社区、龙泽社区、状元桥村、横街村、御史桥村、山西岙村、西台村、石坦村、干岙村、三郎桥村、大岙溪村和响动岩村。